# Міжнародна система одиниць (SI)

Основні одиниці (внутрішнє кільце) та визначальні константи (зовнішнє кільце) SI після реформи 2018—2019 року

Міжнаро́дна систе́ма одини́ць (SI) (абревіатура усіма мовами SI з фр. Système International d'Unités) — система одиниць фізичних величин, сучасний варіант метричної системи. Система одиниць SI використовується найчастіше як у повсякденному житті, так і в науці та техніці. Міжнародна система одиниць базується на Міжнародній системі величин, разом із найменуваннями та позначеннями, а також набором префіксів та їх найменуваннями й позначеннями разом із правилами їх застосування, прийнятими Генеральною конференцією мір і ваг.

## Загальний опис
Система SI є найуживанішою системою одиниць для вимірювань та розрахунків у різних галузях науки, техніки, торгівлі тощо.
У 1960 році 11-ю Генеральною конференцією з мір і ваг Міжнародна система одиниць була рекомендована як практична система одиниць для вимірювань фізичних величин. Головна мета впровадження такої системи — об'єднання великої кількості систем одиниць (СГС, МКГСС, МКС тощо) з різних галузей науки й техніки та усунення труднощів, пов'язаних із використанням значної кількості коефіцієнтів при перерахунках між ними і створенням великої кількості еталонів для забезпечення необхідної точності. Переваги SI забезпечують підвищення продуктивності праці проєктантів, виробників, науковців; спрощують та полегшують навчальний процес, а також практику міжнародних контактів між державами.
Міжнародна система одиниць складається з набору одиниць вимірювання та набору кратних і часткових префіксів до них. Система також визначає стандартні скорочені позначення для одиниць та правила запису похідних одиниць.
Система SI не є незмінною, вона є набором стандартів, у якому створюються одиниці вимірювання та коригуються їхні означення згідно з міжнародними угодами залежно від рівня сучасного розвитку вимірювальних технологій.

## Визначальні константи у SI
| Символ позначення | Назва                          | Точне значення         |
| ----------------- | ------------------------------ | ---------------------- |
| ΔνCs              | цезієвий еталон частоти        | 9192631770 Гц          |
| c                 | швидкість світла               | 299792458 м/с          |
| h                 | стала Планка                   | 6.62607015×10−34 Дж·с  |
| e                 | елементарний електричний заряд | 1.602176634×10−19 Кл   |
| k                 | стала Больцмана                | 1.380649×10−23 Дж/К    |
| NA                | число Авогадро                 | 6.02214076×1023 моль-1 |
| Kcd               | світлова віддача               | 683 лм/Вт              |

Найважливішою особливістю визначення системи одиниць SI є сім визначальних констант. Величини всіх одиниць у SI визначаються шляхом оголошення того, що сім констант мають певні точні числові значення, виражені через одиниці SI. Ці визначальні константи — це: швидкість світла у вакуумі c, цезієвий еталон частоти ΔνCs (частота випромінювання, що відповідає переходу між двома надтонкими рівнями основного стану атома цезію-133), стала Планка h, елементарний електричний заряд e, стала Больцмана k, число Авогадро NA і світлова віддача Kcd. Природа визначальних констант охоплює діапазон від фундаментальних констант природи, таких як швидкість світла у вакуумі c до чисто технічної константи як світлова віддача Kcd (світлова віддача випромінювання частотою 540 ТГц). 
Числові значення, присвоєні цим константам, було зафіксовано задля забезпечення наступності з попередніми визначеннями базових одиниць.

## Одиниці вимірювання
В основі SI лежать незалежні одна від одної основні одиниці, а інші, похідні одиниці, встановлюються з допомогою основних та визначальних формул, що виражають у найчіткішому вигляді функціональні зв'язки між фізичними величинами. При побудові SI були вибрані основні одиниці, які забезпечують всеосяжне охоплення галузей науки та техніки, причому як більшість похідних одиниць використано одиниці, що застосовувалися раніше та мають зручні розмірності.
У наш час у Міжнародній системі величин (ISQ) визначено сім основних фізичних величин — довжина, маса, час, електричний струм, термодинамічна температура, кількість речовини та сила світла — які, за домовленістю, вважаються незалежними. Відповідними до цього основними одиницями вимірювання в системі SI є одиниці вимірювання основних величин: метр, кілограм, секунда, ампер, кельвін, моль та кандела. У системі SI значення основних одиниць, на базі яких будуються похідні одиниці, також вважаються незалежними. Але треба зазначити, що означення основних одиниць пов'язані між собою. Так означення метра містить у собі секунду; означення ампера — містить метр, кілограм та секунду; означення моля — кілограм; кандели — метр, кілограм та секунду.

### Основні одиниці
| Назва      | Назва         | Позначення | Позначення | Фізична величина'          | Означення |
| українська | міжнародна    | українське | міжнародне | Фізична величина'          | Означення |
| ---------- | ------------- | ---------- | ---------- | -------------------------- | --- |
| метр       | metre (meter) | м          | m          | довжина                    | Попереднє (1983): Метр дорівнює довжині шляху, який світло проходить у вакуумі за 1/299 792 458 секунди. Чинне (2019): Метр визначається фіксацією числового значення швидкості світла у вакуумі c = 299 792 458 в одиницях м с−1, де секунда визначається через частоту випромінювання {\displaystyle \Delta \nu _{Cs}} що відповідає переходу між двома надтонкими рівнями основного стану атома цезію-133. |
| кілограм   | kilogram      | кг         | kg         | маса                       | Попереднє (1889): кілограм точно дорівнює масі міжнародного прототипу кілограма (платино-іридієвого циліндра), що зберігається в Міжнародному бюро мір і ваг у місті Севр (Франція). Чинне (2019): кілограм визначається через сталу Планка h, яка точно дорівнює 6,62607015×10−34 Дж⋅с (Дж = кг⋅м2⋅с−2), та визначення метра і секунди. |
| секунда    | second        | с          | s          | час                        | Попереднє (1967): Секунда дорівнює часу, за який відбуваються точно 9 192 631 770 періодів випромінювання, що відповідають переходу між двома надтонкими рівнями незбудженого атома цезію-133 за температури 0 К. Чинне (2019): Секунда визначається прийняттям фіксованого числового значення частоти надтонкого розщеплення основного стану атома цезію-133 {\displaystyle \Delta \nu _{Cs}}, що дорівнює точно 9192631770, коли вона виражена одиницею SI Гц, яка еквівалентна с−1 |
| ампер      | ampere        | А          | А          | електричний струм          | Попереднє (1948): ампер — це сила постійного електричного струму, що, протікаючи по двох прямих паралельних провідниках нескінченної довжини з незначним поперечним перетином, розташованих на відстані 1 м один від одного у вакуумі, створює між цими провідниками силу, яка дорівнює 2×10−7 Н на 1 м довжини. Чинне (2019): ампер встановлюється фіксацією числового значення елементарного електричного заряду e, коли він виражений одиницею Кл, що відповідає А⋅с, де секунда визначається через частоту {\displaystyle \Delta \nu _{\mathrm {Cs} }} випромінювання, що відповідає переходу між двома надтонкими рівнями основного стану атома цезію-133                                                                                     |
| кельвін    | kelvin        | К          | K          | термодинамічна температура | Попереднє (1967): кельвін точно дорівнює 1/273,16 термодинамічної температури потрійної точки води Чинне (2019): кельвін визначається через встановлення фіксованого числового значення сталої Больцмана k рівним 1,380 649 × 10–23 в одиницях Дж К– 1, або в основних одиницях SI кг м2 с– 2 К– 1, де кілограм, метр і секунда визначаються через h, c і ΔνCs. (h — стала Планка, c — швидкість світла у вакуумі, ΔνCs — частота, що відповідає переходу між двома надтонкими рівнями незбуреного основного стану атома цезію-133) |
| моль       | mole          | моль       | mol        | кількість речовини         | Попереднє (1971): Моль є кількість речовини, що містить стільки ж елементарних частинок (атомів, молекул, електронів тощо), скільки атомів міститься в 0,012 кілограмах вуглецю-12 Чинне (2019): Один моль містить точно 6,02214076 × 1023 формульних одиниць. Це число є фіксованим значенням сталої Авогадро (NA), коли виражається в одиниці моль−1 і називається числом Авогадро. |
| кандела    | candela       | кд         | cd         | сила світла                | Попереднє (1979): кандела — це сила світла у визначеному напрямку від джерела, що випромінює монохроматичне випромінювання з частотою 540 × 1012 герц та має інтенсивність випромінювання в цьому напрямку 1/683 ват на стерадіан Чинне (2019): кандела визначається прийняттям фіксованого числового значення сили світла монохроматичного випромінювання частотою 540×1012 Гц, зі світловою віддачею Kcd, яка дорівнює 683 лм·Вт– 1, що є еквівалентним кд·ср·Вт–1 або в основних одиницях SI кд·ср·кг– 1·м−2 с3, де кілограм, метр і секунда визначаються через h, c і ΔνCs (h — стала Планка, c — швидкість світла у вакуумі, ΔνCs — частота, що відповідає переходу між двома надтонкими рівнями незбуреного основного стану атома цезію-133) |

### Похідні одиниці, що мають власні назви
Похідні одиниці SI є добутками цілих степенів основних одиниць. Математичний вираз для розмірності похідної одиниці виходить із фізичного закону або визначення відповідної фізичної величини. Деякі з похідних одиниць вимірювання мають власні назви, котрі теж можна використовувати при визначенні інших похідних одиниць. У наш час[коли?] існує 22 такі одиниці вимірювання.
| Назва          | Назва          | Позначення | Позначення | Фізична величина                          | Вираження             | Вираження                |
| українська     | міжнародна     | українське | міжнародне | Фізична величина                          | через інші одиниці SI | через основні одиниці SI |
| -------------- | -------------- | ---------- | ---------- | ----------------------------------------- | --------------------- | ------------------------ |
| радіан         | radian         | рад        | rad        | плоский кут                               | 1                     | м·м−1                    |
| стерадіан      | steradian      | ср         | sr         | просторовий кут                           | 1                     | м²·м−2                   |
| герц           | hertz          | Гц         | Hz         | частота                                   |                       | с−1                      |
| ньютон         | newton         | Н          | N          | сила                                      |                       | м·кг·с−2                 |
| паскаль        | pascal         | Па         | Pa         | тиск                                      | Н·м−2                 | м−1·кг·с−2               |
| джоуль         | joule          | Дж         | J          | енергія, робота                           | Н·м                   | м²·кг·с−2                |
| ват            | watt           | Вт         | W          | потужність, потік енергії                 | Дж·с−1                | м²·кг·с−3                |
| кулон          | coulomb        | Кл         | C          | електричний заряд                         |                       | А·с                      |
| вольт          | volt           | В          | V          | напруга, електричний потенціал            | Вт·А−1                | м²·кг·с−3·А−1            |
| фарад          | farad          | Ф          | F          | електрична ємність                        | Кл·В−1                | м−2·кг−1·с4·А2           |
| ом             | ohm            | Ом         | Ω          | електричний опір                          | В·А−1                 | м²·кг·с−3·А−2            |
| сіменс         | siemens        | См         | S          | електропровідність                        | А·В−1                 | м−2·кг−1·с3·А2           |
| вебер          | weber          | Вб         | Wb         | магнітний потік                           | В·с                   | м²·кг·с−2·А−1            |
| тесла          | tesla          | Тл         | T          | магнітна індукція                         | Вб·м−2                | кг·с−2·А−1               |
| генрі          | henry          | Гн         | H          | індуктивність                             | Вб·А−1                | м²·кг·с−2·А−2            |
| градус Цельсія | degree Celsius | °С         | °C         | термодинамічна температура                |                       | K + 273.15               |
| люмен          | lumen          | лм         | lm         | світловий потік                           | кд·ср                 | кд                       |
| люкс           | lux            | лк         | lx         | освітленість                              | лм·м−2                | кд·м−2                   |
| бекерель       | becquerel      | Бк         | Bq         | радіоактивність                           |                       | с−1                      |
| грей           | gray           | Гр         | Gy         | поглинена доза іонізуючого випромінювання | Дж·кг−1               | м²·с−2                   |
| зіверт         | sievert        | Зв         | Sv         | ефективна доза іонізуючого випромінювання | Дж·кг−1               | м²·с−2                   |
| катал          | katal          | кат        | kat        | активність каталізатора                   |                       | c−1·моль                 |

За допомогою вищезазначених семи основних та двадцяти двох похідних одиниць можна побудувати одиницю вимірювання будь-якої фізичної величини. Але через те, що загальна кількість фізичних величин у науці необмежена, навести повний перелік похідних одиниць вимірювання неможливо.
Якщо при визначенні похідної одиниці виявляється, що вона може бути виражена за допомогою основних та похідних одиниць різними способами, на практиці використовують вирази, що найкраще відображають фізичний сенс цієї величини. Наприклад, одиниця вимірювання моменту сили є Н·м, а не м·Н або Дж.

### Множники та префікси для утворення кратних та частинних одиниць
Для докладнішої інформації дивись статті Префікси одиниць вимірювання та Двійкові префікси
У системі SI існують десяткові множники, за допомогою яких можна утворювати кратні та частинні одиниці. Всі числові префікси є степенями десяти й не повинні використовуватись для позначення степенів двійки. Наприклад, один кілобіт позначає 1000 біт, а не 1024.
У системі SI забороняється використовувати префікси, що складаються з двох або більше основних. Так величина 10−9 м завжди позначається нм (нанометр), а не, наприклад, ммкм (мілімікрометр). Згідно з цим правилом для утворення кратних та часткових одиниць кілограма, єдиної одиниці, що з історичних причин вже має у своєму імені префікс, використовується частинна одиниця грам. Тобто величина 10−6 кг позначається як 1 мг (міліграм), а не 1 мккг (мікрокілограм).
| Префікси SI | Префікси SI | Префікси SI | Префікси SI | Префікси SI | Префікси SI | Префікси SI | Префікси SI | Префікси SI |
| кратні      | кратні      | кратні      | кратні      |             | частинні    | частинні    | частинні    | частинні    |
| Множник     | Назва       | Позначення  | Позначення  | Множник     | Назва       | Позначення  | Позначення  |             |
| Множник     | Назва       | українське  | міжнародне  | Множник     | Назва       | українське  | міжнародне  |             |
| ----------- | ----------- | ----------- | ----------- | ----------- | ----------- | ----------- | ----------- | ----------- |
| 101         | (дека)      | да          | da          | 10−1        | (деци)      | д           | d           |             |
| 102         | (гекто)     | г           | h           | 10−2        | (санти)     | с           | c           |             |
| 103         | кіло        | к           | k           | 10−3        | мілі        | м           | m           |             |
| 106         | мега        | М           | M           | 10−6        | мікро       | мк          | μ           |             |
| 109         | гіга        | Г           | G           | 10−9        | нано        | н           | n           |             |
| 1012        | тера        | Т           | T           | 10−12       | піко        | п           | p           |             |
| 1015        | пета        | П           | P           | 10−15       | фемто       | ф           | f           |             |
| 1018        | екса        | Е           | E           | 10−18       | ато         | а           | a           |             |
| 1021        | зета        | З           | Z           | 10−21       | зепто       | з           | z           |             |
| 1024        | йота        | Й           | Y           | 10−24       | йокто       | й           | y           |             |

У дужках позначені префікси, які припускається використовувати тільки в назвах одиниць, що вже мають широке розповсюдження, наприклад, гектар, декалітр, дециметр, сантиметр.

## Одиниці, що не входять до SI
Деякі одиниці, що не входять до SI, за рішенням ГКМВ «допускаються для використання спільно з SI».
| Одиниця                      | Французька/англійська назва                                              | Позначення | Позначення | Величина в одиницях СІ          |
| Одиниця                      | Французька/англійська назва                                              | українське | міжнародне | Величина в одиницях СІ          |
| ---------------------------- | ------------------------------------------------------------------------ | ---------- | ---------- | ------------------------------- |
| хвилина                      | minute                                                                   | хв         | min        | 60 с                            |
| година                       | heure/hour                                                               | год        | h          | 60 хв = 3600 с                  |
| доба                         | jour/day                                                                 | доба       | d          | 24 год = 86 400 с               |
| кутовий градус               | degré/degree                                                             | °          | °          | (π/180) рад                     |
| кутова мінута                | minute                                                                   | ′          | ′          | (1/60)° = (π/10 800) рад        |
| кутова секунда               | seconde/second                                                           | ″          | ″          | (1/60)' = (π/648 000) рад       |
| літр                         | litre                                                                    | л          | l, L       | 0,001 м3                        |
| тонна                        | tonne                                                                    | т          | t          | 1000 кг                         |
| непер                        | néper/neper                                                              | Нп         | Np         | безрозмірний                    |
| бел                          | bel                                                                      | Б          | B          | безрозмірний                    |
| електронвольт                | électronvolt/electronvolt                                                | еВ         | eV         | 1,602 176 634× 10−19 Дж (точно) |
| атомна одиниця маси, дальтон | unité de masse atomique unifiée, dalton/unified atomic mass unit, dalton | а. о. м.   | u, Da      | ≈1,660 539 0× 10−27 кг          |
| астрономічна одиниця         | unité astronomique/astronomical unit                                     | а. о.      | au         | 149 597 870 700 м (точно)       |
| гектар                       | hectare                                                                  | га         | ha         | 10000 м2                        |

Гал не входить до числа одиниць, що допускаються для використання спільно з SI, проте його виділено окремо на полях брошури SI 2019 року. Наведено його визначення як одиниці, що діє в геодезії і геофізиці.

## Співвідношення одиниць SI з одиницями інших систем та позасистемними одиницями

### Одиниці довжини
| 1 мікрон = 10−6 м           | 1 м = 106 мікронів            |
| 1 дюйм = 2,54·10−2 м        | 1 м = 39,4 дюйма              |
| 1 фут = 0,305 м             | 1 м = 3, 28 фута              |
| 1 миля = 1,61·103 м         | 1 м = 6,21·10−4 миль          |
| 1 миля морська = 1,85·103 м | 1 м = 5,41·10−4 миль морських |

### Одиниці об'єму, місткості
| 1 л = 10−3 м³  | 1 м³ = 103 л  |
| 1 мл = 10−6 м³ | 1 м³ = 106 мл |

### Одиниці маси
| 1 г = 10−3 кг | 1 кг = 1000 г  |
| 1 ц = 100 кг  | 1 кг = 10−2 ц  |
| 1 т = 103 кг  | 1 кг = 10−3 т  |
| 1 Мт = 109 кг | 1 кг = 10−9 Мт |

### Одиниці сили
| 1 Н = 105 дин       |                                                                                   |
| 1 кгс = 9,81 Н      | 1 Н = 0,102 кгс                                                                   |
| 1 кілопонд = 9,81 Н | 1 Н = 0,102 кілопонда (кілограма-сили в Німеччині та інших європейських державах) |
| 1 тс = 9,81·103 Н   | 1 Н = 1,02·10−4 тс                                                                |
| 1 паундаль= 0,138 Н | 1 Н = 7,25 паундаля (англійська система одиниць)                                  |

### Одиниці швидкості
| 1 км/год = 0,278 м/с | 1 м/с = 3,6 км/год |

### Одиниці кутової швидкості
| 1 об/хв = 0,105 рад/с | 1 рад/с = 9,55 об/хв |

### Одиниці потужності
| 1 кгс·м/с = 9,81 Вт | 1 Вт = 0,102 кгс·м/с   |
| 1 к. с. = 736 Вт    | 1 Вт = 1,36·10−3 к. с. |

### Одиниці тиску
| 1 кгс/м² = 9,81 Па      | 1 Па = 0,102 кгс/м²         |
| 1 кгс/см² = 9,81·104 Па | 1 Па = 1,02·10−5 кгс/см²    |
| 1 атм = 9,81·104 Па     | 1 Па = 1,02·10−5 атм        |
| 1 мм рт. ст. = 133 Па   | 1 Па = 7,50·10−3 мм рт. ст. |
| 1 мм вод. ст. = 9,81 Па | 1 Па = 0,102 мм вод. ст.    |

### Одиниці динамічної в'язкості
| 1 П = 0,1 Па·с | 1 Па·с = 10 П |

### Одиниці кінематичної в'язкості
| 1 Ст = 10−4 м²/с | 1 м²/с = 104 Ст |

## Правопис
Основні правила правопису одиниць були введені 6-ю Генеральною конференцією мір і ваг у 1948 році. Як результат, тепер існує загальна міжнародна згода щодо написання та використання позначень і назв одиниць та їхніх префіксів. Дотримування правил сприяє підвищенню прочитності текстів.
- Позначення одиниць пишуться звичайним прямим шрифтом, на відміну від позначень фізичних величин, що пишуться курсивом. Наприклад, м (метр) та m (маса).
- Позначення одиниць завжди пишуться з малої букви, якщо вони не утворені від особових імен. Якщо одиниця названа на честь людини, то перша буква позначення завжди є великою, але при написанні назви повністю ця назва пишеться з малої букви. Наприклад, 15 кг; 60 с; 2 Н, але 2 ньютона; 200 мкФ, але 200 мікрофарад.
- Якщо використовуються префікси, вони передують базовій одиниці й пишуться з нею разом. Префікс ніколи не використовується сам, також забороняється використовувати складені префікси.
- Позначення одиниць є математичними виразами, а не скороченнями. Тому після них не ставиться крапка, за винятком позначення в кінці речення.
- При формуванні добутків та часток одиниць використовуються звичайні алгебраїчні правила множення та ділення. Множення повинне позначатись пропуском або крапкою на середині висоти рядка (·). Ділення повинне позначатись горизонтальною або скісною рискою, або від'ємним показником степеня. Наприклад, для множення: Н м, або Н·м; для ділення: м/с, м·с−1, або {\displaystyle {\frac {\text{м}}{\text{с}}}}. Коли поєднуються декілька позначень одиниць, необхідно використовувати дужки або від'ємні показники степенів для запобігання невизначеності запису. Крім того, скісна риска не повинна використовуватись у виразі двічі та більше разів. Наприклад, правильним записом буде кг/(м·с2), або кг·м−1·с−2 (= Па), а не кг/м/с/c.
- Забороняється використовувати скорочені назви одиниць SI, наприклад сек. замість с, або кв. м, замість м². Використовування правильних позначень одиниць SI є обов'язковим, тільки в такому випадку можна уникнути невизначеностей та непорозумінь.
- Згідно з міжнародними документами, позначення мають писатися однаково в текстах усіма мовами, наприклад: m, kg, s. Однак державні стандарти деяких країн (Україна, Росія) допускають так само написання позначень літерами національної абетки, наприклад: м, кг, с.

## Історична довідка

Держави, у яких Міжнародна система одиниць SI ще не прийнята офіційно як єдина практична система одиниць проведення вимірювань: Ліберія, М'янма та США.

Першим кроком на шляху створення метричної системи було введення двох платинових стандартів метра та кілограма в середині 1799 року. Пізніше, в 1832 році, Карл Гаусс рекомендував використання такої метричної системи, як узгодженої системи одиниць для фізичних обчислень. Гаусс першим здійснив вимірювання магнітного поля Землі, використовуючи метричну систему, засновану на трьох механічних одиницях — міліметрі, грамі та секунді, що відповідали фізичним величинам довжини, маси й часу.
Розширення метричної системи відбулося завдяки Джеймсу Максвеллу та Вільяму Томсону, котрі в 60-х роках XIX ст. сформулювали вимоги для узгодженої системи одиниць, засновану на основних та похідних одиницях. Як наслідок, в 1874 році була введена система СГС, що базувалась на трьох механічних одиницях — сантиметрі, грамі та секунді й використовувала діапазон префіксів від мікро до мега для створення кратних і частинних одиниць. Наступний розвиток фізики як експериментальної науки значною мірою пов'язаний із цією системою: на її основі були побудовані магнітна (СГСМ) та електрична (СГСЕ) системи, світлова система одиниць СГСЛ (сантиметр, грам, секунда, люмен), система теплових одиниць СГС°С (сантиметр, грам, секунда, градус Цельсія) та інші.
Після створення в 1875 році Міжнародного бюро мір і ваг почалась робота по створенню нових міжнародних еталонів метра та кілограма. У 1889 перша Генеральна конференція мір і ваг запропонувала нову, схожу з СГС систему, але засновану на метрі, кілограмі та секунді — систему МКС.
Незручний розмір у системах СГС електромагнітних одиниць, які не мали власних назв, а виражались через основні одиниці, ініціював роботи з об'єднання механічних та електромагнітних одиниць в одну узгоджену систему. Так, у 1939 році було зроблено наступний крок — створення системи МКСА, заснованої на метрі, кілограмі, секунді та ампері.
Виходячи з досліджень Міжнародного бюро з мір та ваг, котрі почались в 1948 році, на 10-й Генеральній конференції з мір та ваг в 1954 році було прийнято введення ампера, кельвіна та кандели як базових одиниць, котрі відповідають електричному струму, термодинамічній температурі та силі світла. У 1960 році на 11-й Генеральній конференції з мір та ваг ця система була офіційно названа Міжнародною системою одиниць з абревіатурою SI.
В 1971 році після довгих дискусій між фізиками та хіміками, сучасна система SI була сформована додаванням моля як базової одиниці для кількості речовини.

## Сучасне становище
На сьогодні SI офіційно затверджена основною або єдиною системою одиниць у всіх країнах світу, за винятком США, Ліберії та М'янми. Сполучене Королівство прийняло систему SI, але без наміру витіснення традиційних одиниць.
Одиниці, відмінні від SI, застосовуються в окремих видах діяльності, наприклад, моряки досі використовують для вимірювання відстаней морські милі, а швидкостей — вузли.

## Зміни визначень основних одиниць (SI)
На 23-й Генеральній конференції мір і ваг, що відбулася у 2007 році, конференція дала мандат Міжнародному комітету мір і ваг дослідити можливість використання природних сталих як основи усіх одиниць замість еталонів-артефактів, що використовуються тепер. Наступного року це рішення підтримав Міжнародний союз чистої та прикладної фізики. На засіданні Міжнародного комітету мір і ваг, що проходив у жовтні 2010 року, проєкт змін був схвалений у принципі. Засідання, однак, вирішило, що усі вимоги, які поставила 23-тя Генеральна конференція, ще не виконано в повному обсязі. У зв'язку з цим Міжнародний комітет не може прийняти зміни до одиниць SI негайно, однак Комітет представив її на 24-й Генеральній конференції мір і ваг, що відбулася 17—21 жовтня 2011 року і ухвалила погодитися зі змінами в принципі, але не впроваджувати їх, доки не будуть розроблені всі деталі. Крім того, дата 25-ї Генеральної конференції була перенесена з 2015 на 2018 рік.
Зміни визначень основних одиниць Міжнародної системи одиниць (SI), які набули чинності у 2019 році, полягають у тому, що усі основні одиниці SI стали визначатись через фіксовані значення фундаментальних фізичних констант. При цьому величини цих одиниць залишились незмінними, однак із їх визначень остаточно зникли прив'язки до матеріальних еталонів. Зміни такого роду пропонувались давно, однак лише на початку XXI століття це стало можливим. Остаточне рішення про зміни було ухвалене XXVI Генеральною конференцією з мір і ваг у 2018 році.

### Суть змін
Пропонується визначити чотири природні фундаментальні сталі так, щоб вони мали наступні значення:
- стала Планка h дорівнюватиме точно 6,62607015×10−34 джоуль-секунд (Дж·с);
- елементарний електричний заряд e дорівнюватиме точно 1,602176634×10−19 кулонів (Кл);
- стала Больцмана k дорівнюватиме точно 1,380649×10−23 джоулів на кельвін  (Дж·K−1);
- число Авогадро NA дорівнюватиме точно 6,02214076×1023 обернених молів (моль−1).

Відповідно, базові одиниці SI отримали нові означення:

#### Кілограм
Кілограм, кг, одиниця маси; його значення встановлюється так, щоб стала Планка дорівнювало точно 6,62607015×10−34, якщо її виразити в одиницях с−1·м²·кг, що дорівнює Дж·с.

#### Ампер
Ампер, А, одинця електричного струму; його значення встановлюється так, щоб елементарний заряд дорівнював точно 1,602176634x10−19, якщо його виразити в одиницях А·с, що дорівнює Кл.

#### Кельвін
Кельвін, К, одиниця термодинамічної температури; його значення встановлюється так, щоб стала Больцмана дорівнювала точно 1,380649x10−23, якщо її виразити в одиницях с−1·м²·кг· K−1, що дорівнює Дж·K−1.

#### Моль
Моль, моль, одиниця кількості речовини, що складається з хімічних одиниць певного виду, які можуть бути атомами, молекулами, іонами, електронами й будь-якими іншими частинками чи визначеними групами таких частинок; його значення встановлюється так, щоб число Авогадро дорівнювало точно 6,02214076×1023, якщо воно виражене в одиницях моль−1.